# Willebadessen
Willebadessen település Németországban, azon belül Észak-Rajna-Vesztfália tartományban. Lakosainak száma 8297 fő (2023. december 31.). Willebadessen Lichtenau, Warburg, Borgentreich, Brakel és Bad Driburg községekkel határos.

## Népesség
A település népességének változása:
| Lakosok száma | 7662 | 8227 | 8142 | 8133 | 8288 | 8297 |
|               | 1975 | 2017 | 2019 | 2021 | 2022 | 2023 |